# František Vršovský
František Vršovský (* 6. Januar 1933 in Děčín; † 3. Oktober 2022) war ein tschechoslowakischer Kanute.

## Karriere
František Vršovský nahm an den Olympischen Sommerspielen 1960 in Rom teil. Zusammen mit František Říha wurde er in der Regatta über 1000 m mit dem K-2 Sechster. Zudem gehörte er zur tschechoslowakischen Staffel über 4 × 500 m mit dem K-1. Vršovský wurde 20-facher tschechoslowakischer Meister.